# Souvenir de ma jeunesse
Souvenir de ma jeunesse est un tableau réalisé par le peintre soviétique Marc Chagall en 1924. Cette huile sur toile est une peinture animalière représentant une chèvre devant un paysage urbain. Elle est conservée au Musée des beaux-arts du Canada, à Ottawa.